# Niño costero
El Niño costero és el fenomen actualment en curs que afecta a les nacions de Perú i l'Equador. Aquest fenomen es caracteritza per l'escalfament anòmal del mar focalitzat en les costes d'aquests països. Aquest escalfament produeix humitat que desencadena fortes pluges causant desbordaments, inundacions i al·luvions que afecten a diverses localitats. El fenomen va ser antecedit en el 2016 per una forta sequera que va afectar tots dos països.
El 31 de març del 2017, el Indeci va publicar un report mostrant els efectes del Niño costero fins a la data. Aquest mostra un total de 101 morts, 353 ferits, 19 desapareguts, 141 000 damnificats i gairebé un milió d'afectats a nivell nacional des de desembre del 2016. A Equador les pluges han causat la mort d'almenys 16 persones.